# Steve Strange
Steve Strange, artiestennaam van Steven John Harrington (Newbridge, 28 mei 1959 – Sharm-el-Sheikh, 12 februari 2015), was een Brits zanger en nachtclubeigenaar. Hij werd bekend als de frontman van Visage, in welke hoedanigheid hij tot een boegbeeld van de New romantic-beweging en stijlicoon van de jaren 80 uitgroeide.

## Carrière
Steve Harrington trok in zijn jeugd naar Londen om voor Malcolm McLaren te werken, de manager van The Sex Pistols. In 1977 trachtte hij onder de artiestennaam ‘Steve Brady’ een punkrockformatie genaamd The Moors Murderers te stichten, die echter nooit van de grond is gekomen. Hij ging aan de slag als buitenwipper voor de discotheken Billy’s en The Blitz. Daar werkte hij samen met de diskjockey Rusty Egan om avonden in het teken van David Bowie te organiseren. Een postbode stelde Harrington voor, zijn naam in Steve Strange te wijzigen.
In 1979 richtte hij tezamen met Egan, Midge Ure en Billy Currie van Ultravox, alsook Dave Formula en John McGeoch van Magazine, de groep Visage op. Ze namen een cover van In the Year 2525 van Zager & Evans op, die de aandacht van Martin Rushent trok, producer van The Stranglers. Hij bood hun de mogelijkheid, nog meer nummers op te nemen, en in 1980 kregen ze een contract bij Polydor aangeboden.
Het grootste succes van de groep was de single Fade to grey, die in heel Europa in de hitparades terechtkwam. Strange heeft echter nooit in de royalty’s kunnen delen, omdat de song aan Ure, Currie en Chris Payne werd toegeschreven. Als compensatie werd hij voor alle volgende singles als mede-auteur vermeld, maar ook de populairste van deze nummers slaagden er niet meer in, het succes van Fade to grey te evenaren. Naast The Blitz was Strange eveneens in de discotheek The Camden Palace actief.
Strange geraakte verslaafd aan heroïne, en nadat de rage van de synthpop eind jaren 80 was weggeëbd, trok hij terug naar Wales. Zijn gedrag werd problematisch: hij belandde zes weken in een psychiatrische instelling en werd veroordeeld wegens winkeldiefstal.
In het kielzog van de hernieuwde belangstelling voor de new wave omstreeks het jaar 2000 verscheen Strange weer meer in de openbaarheid. Hij toerde met andere sterren uit de jaren 80 en verscheen in diverse televisieseries en spelprogramma’s. In 2002 publiceerde hij zijn autobiografie, Blitzed! getiteld. Ook richtte hij Visage opnieuw op; in 2013 nam hij een nieuw album met de groep op.
Strange overleed aan een hartinfarct toen hij in Egypte op vakantie was.
- Biblioteca Nacional de España: XX1130045
- Bibliothèque nationale de France: cb14230396c (data)
- Gemeinsame Normdatei: 124564755
- International Standard Name Identifier: 0000 0000 8104 8305
- Library of Congress Control Number: nb90083852
- MusicBrainz: f6492d76-1820-4898-8e25-64b44f27f8aa
- Nederlandse Thesaurus van Auteursnamen: 070447977
- Système universitaire de documentation: 158361210
- Virtual International Authority File: 25539870
- WorldCat: E39PBJpVbPxHhpKWpPRYghCCwC